# 1940 en Palestine mandataire
Chronologie de la Palestine
- 1936
- 1937
- 1938
- 1939
- 1940
- 1941
- 1942
- 1943
- 1944

Cette page concerne les évènements survenus en 1940 en Palestine mandataire :

## Évènements
- juin 1940 à juin 1941 : Bombardements italiens de la Palestine mandataire pendant la Seconde Guerre mondiale
  - 9 septembre :  Bombardement italien de Tel Aviv (137 morts).
- 25 novembre : Désastre du Patria (en) : le Patria, un paquebot français est coulé par la Haganah dans le port de Haïfa (en). Il transportait 1 800 réfugiés Juifs que les autorités britanniques expulsaient vers l'île Maurice britannique. Bilan : 267 morts et 172 blessés.
- 12 décembre : Le MV Salvador, transportant  327 réfugiés juifs bulgares de l'Europe occupée par les nazis vers la Palestine, fait naufrage lors d'une violente tempête dans la mer de Marmora, près d'Istanbul ; 204 passagers, dont 66 enfants, se noient[1].

## Création
- juin : Le groupe paramilitaire clandestin sioniste Lehi est créé dans le but d'expulser par la force les Britanniques de Palestine.

## Sport
- Ligue de la Palestine (1939-1940) (en) (football)
- Coupe de la Palestine (1940) (en) (football)
- Saison 1939-1940 de football en Palestine mandataire (en)
- Saison 1940-1941 de football en Palestine mandataire (en)
- 27 avril : Un match amical de football entre les équipes nationales de la Palestine mandataire et du Liban (en) a lieu au stade Maccabiah de Tel Aviv ; la Palestine mandataire bat le Liban 5-1[2].

## Naissances
- 25 janvier : Avraham Lanir (en), pilote de chasse israélien, le plus haut gradé de l'armée de l'air israélienne à tomber aux mains de l'ennemi (mort en 1973)
- 25 janvier :  Giora Leshem (en), poète et éditeur israélien (mort en 2011)
- 26 février : Amos Kloner, archéologue israélien (mort en 2019)
- 29 février : Uri Milstein, historien.
- 12 mars : Eitan Haber (en), journaliste israélien
- 26 mars : Haim Oron, homme politique israélien

## Décès
- 4 août : Vladimir Jabotinsky (né en 1880), dirigeant sioniste révisionniste d'origine russe (Ukraine), auteur, orateur, soldat et fondateur de l'Organisation juive d'autodéfense à Odessa.
- 29 décembre : Dov Hoz (en) (né en 1894), dirigeant sioniste né en Russie (Biélorussie), membre fondateur de la Haganah et pionnier de l'aviation.